# Mike Connors
Pour les articles homonymes, voir Connors.
Krekor Ohanian, dit Mike Connors, est un acteur et producteur de cinéma américain, né le 15 août 1925 à Fresno (Californie) et mort le 26 janvier 2017 à Tarzana (quartier de Los Angeles, Californie).
Aussi connu sous le nom de Touch Connors, il est notamment célèbre pour son rôle du détective privé « Joe Mannix » dans la série télévisée Mannix, diffusée de 1967 à 1975 sur CBS.

## Biographie

### Enfance et formation
Krekor Ohanian est d'origine arménienne et grandit dans le quartier arménien de Fresno.
Pendant la Seconde Guerre mondiale, il sert dans l'United States Air Force. Après la guerre, il part faire ses études à l'université de Californie à Los Angeles où il entrera dans une fraternité, Phi Delta Theta.
Joueur de basketball émérite — ses partenaires de jeu l'appellent « Touch » —, il est crédité au générique de ses premiers films sous son nom de scène d'alors, « Touch Connors ».

### Carrière
Sous le nom de Touch Connors, Krekor Ohanian enchaîne les petits rôles, au cinéma et à la télévision, avant de prendre son nom de Mike Connors en 1958 et de jouer dans plusieurs longs-métrages.
De 1967 à 1975, il interprète le rôle de Joe Mannix dans la série Mannix, diffusée chaque samedi soir sur CBS pendant huit saisons. La série fait de Mike Connors l'un des acteurs les mieux payés de la télévision, jusqu'à 40 000 dollars par épisode. Nommé quatre fois aux Emmy Awards et six fois aux Golden Globes pour son rôle dans cette série, il ne s'est imposé qu'une fois[pas clair].
Par la suite, l'acteur joue dans une autre série, Today's FBI, qui ne connaît pas le même succès, et enchaîne les rôles dans des séries américaines ; il apparaît notamment dans Walker, Texas Ranger, L'Homme qui tombe à pic, La Croisière s'amuse, Arabesque et Mon oncle Charlie.

### Mort
Mike Connors meurt le 26 janvier 2017 à l'âge de 91 ans, des suites d'une leucémie.

### Vie privée
Mike Connors se marie avec Mary Lou Willey le 10 septembre 1949. Ils ont deux enfants. Il résidait avec son épouse à Encino en Californie.
Il est cousin du chanteur et acteur franco-arménien Charles Aznavour,.

## Filmographie

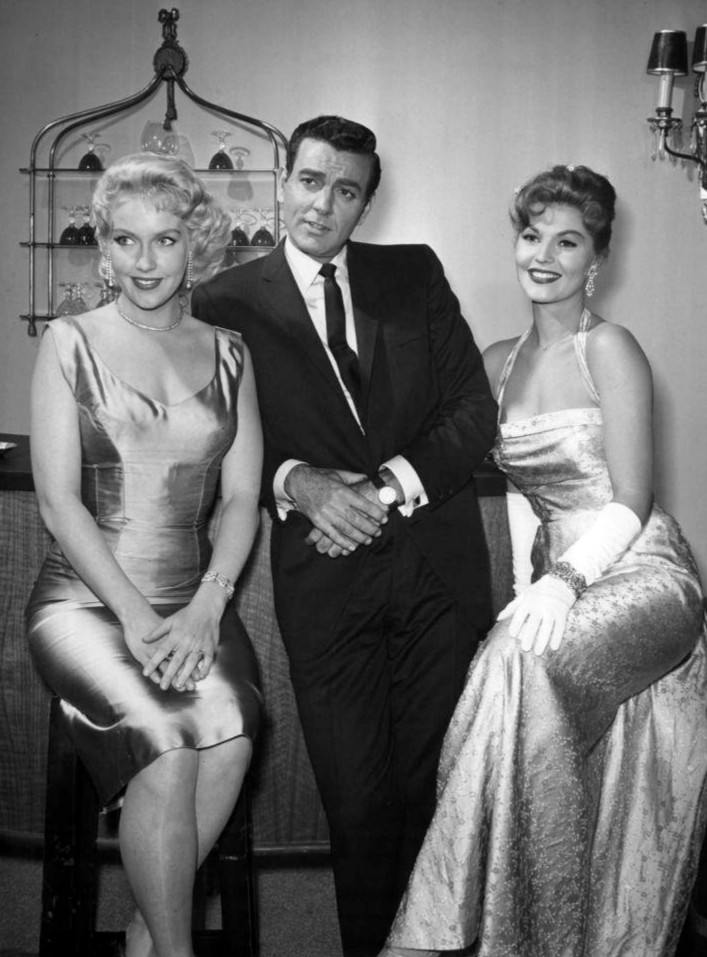
Leigh Snowden, Mike Connors et en 1960 dans la série Tightrope.

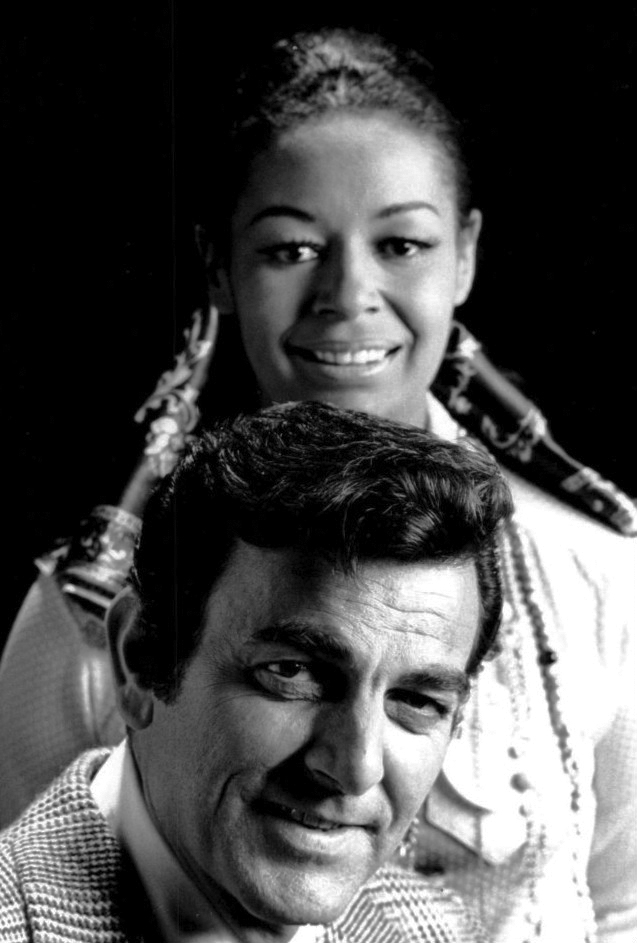
Mike Connors, en tant que Joe Mannix, et Gail Fisher, en tant que Peggy Fair, son assistante, en 1970 dans la série Mannix.

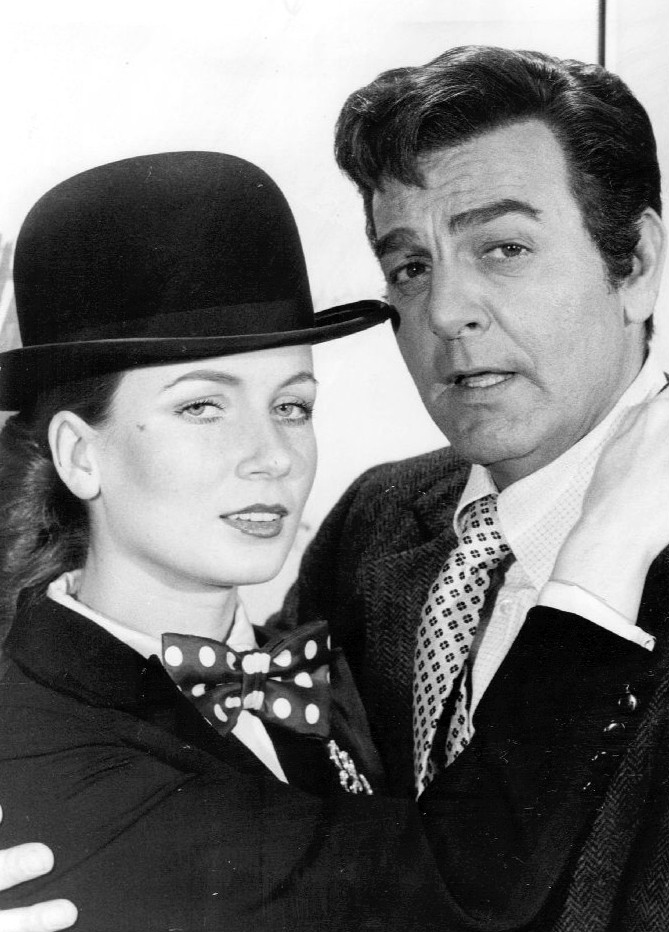
et Mike Connors en 1973 dans la série Mannix.

### Acteur

#### Cinéma
- 1952 : Le Masque arraché (Sudden fear) de David Miller : Junior Kearney
- 1953 : The 49th Man (en) de Fred F. Sears : Lt. Magrew
- 1953 : Commando du ciel (en) (Sky Commando) de Fred F. Sears : Lt. Hobson Lee
- 1953 : Aventure dans le Grand Nord (Island in the Sky) de William Wellman : Gainer
- 1954 : Day of Triumph de Irving Pichel : Andrew
- 1955 : Cinq fusils à l'ouest (Five Guns West) de Roger Corman : Hale Clinton
- 1955 : The Twinkle in God's Eye de George Blair : Lou
- 1955 : Day the World Ended de Roger Corman : Tony Lamont
- 1956 : Jaguar de George Blair : Marty Lang
- 1956 : Swamp Women de Roger Corman : Bob Matthews
- 1956 : The Oklahoma Woman de Roger Corman : Tom Blake
- 1956 : Les Dix Commandements (The Ten Commandments) de Cecil B. DeMille : berger amalécite
- 1956 : Vive le rock (Shake, Rattle & Rock!) de Edward L. Cahn : Garry Nelson
- 1957 : Flesh and the Spur de Edward L. Cahn : Stacy Tanner
- 1957 : Voodoo Woman de Edward L. Cahn: Ted Bronson
- 1958 : Suicide Battalion de Edward L. Cahn : Maj. Matt McCormack
- 1958 : Live Fast, Die Young de Paul Henreid : Rick
- 1960 : The Dalton That Got Away de Jaime Salvador : Russ Dalton
- 1964 : Un Américain à Rome (Panic Button) de George Sherman : Frank Pagano
- 1964 : Prête-moi ton mari (Good Neighbor Sam) de David Swift : Howard Ebbets
- 1964 : Rivalités (Where Love Has Gone) de Edward Dmytryk : Major Luke Miller
- 1965 : Harlow, la blonde platine (Harlow) de Gordon Douglas : Jack Harrison
- 1965 : Situation désespérée, mais pas sérieuse (Situation Hopeless... But Not Serious) de Gottfried Reinhardt : Sgt. Lucky Finder
- 1966 : La Diligence vers l'Ouest (Stagecoach) de Gordon Douglas : Hatfield
- 1966 : Ramdam à Rio (Se tutte le donne del mondo) de Henry Levin et Dino Maiuri : Kelly
- 1979 : Avalanche Express de Mark Robson : Haller
- 1980 : Nightkill de Ted Post : Wendell Atwell
- 1985 : Too Scared to Scream de Tony Lo Bianco : Lt. Alex Dinardo
- 1989 : Fist Fighter de Frank Zuniga : Billy Vance
- 1993 : Public Enemy #2 de David Jablin
- 1994 : Ciudad Baja (Downtown Heat) de Jesus Franco : Steve
- 1999 : Gideon de Claudia Hoover : Harland Greer
- 2000 : The Extreme Adventures of Super Dave (vidéo) : Grandpa Osborne
- 2003 : Nobody Knows Anything! : Joe Mannix

#### Télévision
- 1956 : Gunsmoke (Série) : Jim Bostick
- 1956 : Jim Bowie (The Adventures of Jim Bowie) (Série) : Rafe Bradford
- 1957 : Maverick (Série) : Ralph Jordan / Sheriff Barney Fillmore
- 1958 : Cheyenne (Série) : Roy Simmons
- 1958 : Lawman (Série) : Hal Daniels
- 1959 : Bronco (en) (Série) : Hurd Elliott
- 1959 : Mike Hammer (Série) : Marti / Lou Torrey
- 1959-1960 : Sur la corde raide (Tightrope!) (Série) : Nick Stone
- 1962 : Les Incorruptibles (The Untouchables) (Série) : Eddie O'Gara
- 1962 : The Expendables (Téléfilm) : Mike
- 1964 : Perry Mason (Série) : Joe Kelly
- 1967-1975 : Mannix (Série) : Joe Mannix
- 1973 : Beg, Borrow or Steal (Téléfilm) : Vic Cummings
- 1976 : Killer (The Killer Who Wouldn't Die) (Téléfilm) : Karl Ohanian
- 1976 : Vengeance aveugle (Revenge for a Rape) (Téléfilm) : Travis Green
- 1978 : Long Journey Back (Téléfilm) : Vic Casella
- 1979 : High Midnight (Téléfilm) : Capt. Lou Mikalich
- 1979 : Les prémonitions de Sheila (The Death of Ocean View Park) (Téléfilm) : Sam Jackson
- 1980 : Casino (Téléfilm) : Nick
- 1981 : The Bureau (Téléfilm) : Ben Slater
- 1981-1982 : La croisière s'amuse (The Love Boat) (Série) : Sidney Sloan
- 1981-1982 : Today's FBI (Série) : Ben Slater
- 1984 : Earthlings (Téléfilm) : Capitaine Jim Adams
- 1984 : l'Homme qui tombe à pic (Série, saison 4, épisode 5 : Private Eyes) : lui-même
- 1989 : Alfred Hitchcock Présente (Alfred Hitchcock Presents) (Série) : Robert Logan
- 1989 et 1995 : Arabesque (Série) : Boyce Brown / Walter Murray
- 1993 : Armen et Bullik (Téléfilm) : Joe Armen
- 1993 : L'As de la crime (The Commish) (Série) : James Hayden
- 1993 : Pour l'amour du risque: Le retour (Hart to Hart Returns) (Téléfilm) : Bill McDowell
- 1994 : L'Homme à la Rolls (Burke's Law) (Série) : Jack Duncan
- 1997 : Diagnostic : Meurtre (Diagnosis Murder) (Série) : Joe Mannix
- 1997 : James Dean: Race with Destiny (Téléfilm) : Jack Warner
- 1998 : Hercules (Série) : Chipacles
- 1998 : Walker, Texas Ranger (Série) : Juge Arthur McSpadden
- 2007 : Mon oncle Charlie (Two and a Half Men) (Série) : Hugo

### Producteur
- 1957 : Flesh and the Spur
- 1985 : Too Scared to Scream